# As Dusk Falls
As Dusk Falls est un jeu d'aventure narratif, développé par Interior Night et édité par Xbox Game Studios, sorti pour Windows, Xbox One et Xbox Series X/S le 19 juillet 2022. Il est également sorti le même jour sur l'abonnement de Microsoft, le Xbox Game Pass. Des versions PlayStation 4 et PlayStation 5 sont prévues pour le 7 mars 2024, édités par Interior Night.

## Synopsis

### Tome 1: Collision
En 1998, la famille Walker - Vince, sa femme Michelle, sa fille de six ans Zoe et son père Jim - déménagent à St. Louis, Missouri. En traversant Two Rocks, en Arizona, ils sont impliqués dans un accident de voiture avec les frères Holt - Tyler, Dale et Jay, et leur voiture reste immobilisée à la suite de l'accident. Incapable de continuer, la famille loue une chambre dans un motel voisin, le Desert Dream. Les frères Holt arrivent à la maison du shérif Dante Romero, avec l'intention de voler les centaines de milliers de dollars dans son coffre-fort. Le plus jeune frère, Jay, prend aussi un livre sur les oiseaux parce qu'il les aime. Le shérif arrive à la maison à l'improviste et les frères s'enfuient, mais Romero voit leur camion et affecte toutes les unités de police à les localiser. Les frères arrivent à se réfugier dans le Desert Dream, prenant en otage les Walker, la propriétaire Joyce et l'homme à tout faire Paul, dans l'intention de se cacher quelques heures. En fonction des choix effectués, la police est alertée de différentes manières et encercle le Desert Dream.
Divers flashbacks révèlent que le mariage des Walker est en difficulté. Vince a été licencié de son travail d'ingénieur aéronautique après qu'une panne technique a fait des morts. Bien qu'il ait averti les propriétaires de la faute de celle-ci, Vince est sous pression pour prendre le blâme en échange d'argent. Michelle a également commencé une liaison, et Jim, longtemps absent de la vie de Vince, souffre d'une tumeur au cerveau. Les Holt se révèlent être une famille dysfonctionnelle maintenue dans la pauvreté par leur père Bear, un addict aux jeux d'argent et alcoolique. Les frères ont volé le shérif pour rembourser ses dettes et éliminer la menace pour leur vie face à ses débiteurs. Jay empêche Bear de se suicider pour l'argent de l'assurance ou le laisse mourir.
La mère de Holt, Sharon, se fraye un chemin dans le motel en convainquant le shérif qu'elle convaincra les frères de se rendre. Au lieu de cela, elle complote avec eux pour s'échapper. Romero prend contact avec Vince et l'encourage à localiser un livre noir volé involontairement volé par les frères. En parlant avec Jay, ils réalisent finalement que c'était à l'intérieur du livre d'oiseaux que se trouvait l'autre livre. Le livre noir détaille les transactions corrompues de Romero, y compris les pots-de-vin et l'argent sale, tous détenus sur un seul compte offshore. Romero est catégorique sur le fait que l'argent appartient à des personnes dangereuses et qu'il a besoin de récupérer ce livre, lançant deux assauts qui font tuer plusieurs officiers et blessent des otages. Finalement, enfonçant un bus scolaire à travers la porte d'entrée du motel, le bus est incendié et explose, puis les Holts survivants s'enfuient avec un otage, Vince ou Zoe. Dale est abattu et selon les décisions prises, Michelle, Joyce et Vince peuvent également mourir.

### Tome 2: Expansion
Les Holt sont impliqués dans un accident de voiture, forçant Sharon et Tyler à fuir, laissant Jay derrière. Jay récupère finalement mais est victime d'une commotion cérébrale et est recueilli par une jeune fille appelée Vanessa. Le duo a le temps de créer un lien particulier avant le départ de Jay, retrouvant finalement Sharon et Tyler dans une cabane en bois. Il apprend que Tyler a l'intention de fuir au Mexique avec Sharon car Jay n'est pas réellement son fils, il est né de sa tante décédée à cause d'une fausse couche. Jay décide de fuir le Nord vers le Canada seul. Jay s'échappe à Salt Lake City, Utah, et appelle Vanessa à l'aide. Aux prises avec son père autoritaire et pleurant toujours la perte de son frère, Vanessa s'enfuit avec Jay pour l'aider à s'échapper. Selon les décisions prises, Vanessa peut abandonner Jay, ou accepter de s'enfuir au Canada avec lui en tant qu'ami ou amant. Le couple échappe au FBI qui les poursuit et saute dans l'eau marquant la frontière, étant présumé mort. Sharon rencontre Paul, le cousin de Romero et un vieil ami. Selon les choix effectués, Paul peut accepter de s'enfuir avec Sharon en vidant le compte offshore de Romero ou de la faire arrêter.
En 2012, Zoe se révèle souffrir encore de cauchemars et d'anxiété causés par son expérience dans le Desert Dream, d'autant plus qu'elle a commencé à recevoir des lettres de Jay lui demandant de répondre. Elle parle avec Jim, maintenant aux prises avec la maladie d'Alzheimer, qui l'encourage à affronter sa peur pour la surmonter. Zoe traque Jay dans la nature sauvage canadienne où il vit seul. Bien que lui et Vanessa aient passé de nombreuses années ensemble, elle s'est finalement fatiguée de vivre dans la clandestinité et a déménagé en Californie. La fin est déterminée en fonction de divers choix effectués : Zoe peut pardonner à Jay mais lui demander de ne plus la contacter, ou elle peut le dénoncer à la police. Jay peut vivre libre mais en fuite, être emprisonné ou exécuté. Tyler peut être attrapé ou rester un fugitif travaillant sur une plate-forme pétrolière. Sharon peut être attrapée ou s'échapper sur une plage tropicale avec Paul. Vince peut mourir, assumer la responsabilité de l'incident de l'avion et occuper un emploi de bureau, ou poursuivre la compagnie aérienne et ouvrir sa propre école de pilotage. Michelle peut mourir, être séparée, encore mariée à Vince ou fiancée à quelqu'un d'autre. et si Bear survit, il place des fleurs sur la tombe de Dale. Après que Zoe soit revenue du Canada et ait rendu visite à Jim, elle le voit se faire agresser par un homme avec une capuche qui la pousse. Tandis qu'un message téléphonique de Jim révèle qu'il a un passé secret à Two Rocks et qu'il n'en a jamais parlé à personne.

## Système de jeu
Le gameplay d'As Dusk Falls s'articule autour de la narration interactive, ainsi que de nouvelles techniques utilisées pour évaluer le consensus entre les joueurs pour des décisions narratives cruciales lorsqu'ils jouent en coopération ou dans des modes multijoueurs. Son récit est une histoire multigénérationnelle sur « deux familles dont les trajectoires se heurtent dans le désert de l'Arizona en 1998 ».

## Développement et sortie
As Dusk Falls est annoncé pour la première fois le 23 juillet 2020 lors de l'événement Xbox Games Showcase. Le développement est dirigé par la directrice créative Caroline Marchal, qui était auparavant employée par Quantic Dream en tant que designer pour les titres comme Heavy Rain et Beyond: Two Souls,,. Il est sorti le 19 juillet 2022 sur Xbox Series X/S, Xbox One et Microsoft Windows,.
En décembre 2023, les développeurs profitent des Game Awards pour annoncer le portage du jeu sur PlayStation 4 et PlayStation 5 pour le 7 mars 2024.

## Accueil

### Critiques
As Dusk Falls a reçu des critiques « généralement favorables », selon l'agrégateur de critiques Metacritic,. De nombreux critiques ont loué sa narration, son style artistique, son travail vocal, son mode coopératif et l'impact émotionnel des choix narratifs proposés aux joueurs, tandis que les critiques étaient principalement dirigées vers son point culminant et ses commandes maladroites,,,.
Michael Goroff d'Electronic Gaming Monthly a écrit favorablement sur les scènes dirigées avec compétence du jeu, le style artistique évocateur basé sur la peinture, la possibilité de voir des chemins alternatifs, la mise en œuvre du mode coopératif et la narration immersive, mais n'aimait pas la tension sous-jacente de la seconde moitié du récit et la fin du cliffhanger. Robert Purchese d' Eurogamer l'a qualifié de « meilleur jeu de film interactif auquel j'ai joué », citant le composant multijoueur, le style d'art de la bande dessinée photoréaliste, les images clés efficaces, le travail vocal impressionnant, le développement du personnage, la narration basée sur le flashback, la représentation mature de sujet lourd, et la présentation inspirée de la télévision comme ses points forts, concluant, « [As Dusk Falls] montre à quel point les jeux peuvent gérer des histoires et des thèmes comme ceux-ci lorsqu'ils sont faits avec soin et compréhension, et à quel point ils peuvent nous attirer dans la vie des autres et investir nous dans les décisions qu'ils doivent prendre. ».
Matt Miller de Game Informer lui a donné 8,75 sur 10 et a salué son large attrait, déclarant : « Pour les joueurs intéressés par les progrès des cadres narratifs interactifs, c'est un succès louable. Mais même pour quelqu'un qui ne joue jamais à des jeux, cela fonctionne. C'est parce que les bons personnages et la narration font une expérience universelle, et c'est un projet qui a les deux ». Écrivant pour GameSpot, Mark Delaney a fait l'éloge de l'illustration de la bande dessinée animée, de la présentation du drame audio, du doublage de qualité, du matériel thématique réfléchi, des choix percutants et de la compréhension approfondie du développeur du rythme et de la caractérisation, mais a contesté l'action déplacée. scènes et une fin entravée par l'appâtage de la suite. 
Dustin Bailey de GamesRadar+ a également aimé le rythme au style télévisé, les personnages nuancés et l'élévation du multijoueur des mécanismes de genre familiers, mais a noté à quel point les mécanismes de choix se sentaient minces lors de la relecture du jeu. Gabriel Moss d'IGN a trouvé que le titre était hautement rejouable et agréable en raison de ses choix percutants et de sa narration ramifiée, écrivant : « Comme on ne perd pas de temps à vous faire rechercher des indices de puzzle ou à trébucher maladroitement dans un environnement 3D, As Dusk Falls quitte l'espace pour un nombre sensiblement plus élevé de décisions significatives que dans n'importe quel jeu Telltale, et ils n'ont pas seulement l'impression de donner la simple illusion d'un choix. ».

### Récompenses
| Année | Prix                         | Catégorie                                | Résultat   |
| ----- | ---------------------------- | ---------------------------------------- | ---------- |
| 2022  | Golden Joystick Awards       | Meilleur jeu Xbox de l'année             | Nomination |
| 2022  | The Game Awards              | Meilleur innovation pour l'accessibilité | Nomination |
| 2022  | The Game Awards              | Meilleur jeu à message positif           | Lauréat    |
| 2023  | British Academy Games Awards | Meilleur premier jeu                     | Nomination |

## Liens Externes
- (en) Site officiel
- Ressources relatives au jeu vidéo :   - Internet Game Database
  - HowLongToBeat
- Ressource relative à l'audiovisuel :   - IMDb